# Portainer

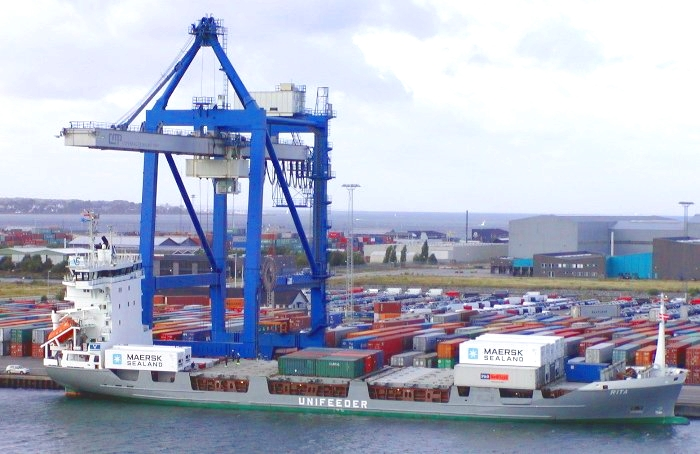
Kontejnerová loď „Rita“ je nakládána v Kodaňském přístavu portálovým jeřábem

Portálový jeřáb (známý také jako kontejnerový jeřáb, přístavní jeřáb, lodní jeřáb) je velmi velký jeřáb používaný k naložení a vyložení kontejnerů z lodi, a je vidět pouze u kontejnerového přístavu.
Termín Portainer je registrovaná značka Paceco Corp.